# کلوسوس کنستانتین

کلوسوس کنستانتین (ایتالیایی: Statua Colossale di Costantino I) مجسمه آکرولیت اوایل قرن چهارم بود که امپراتور روم کنستانتین بزرگ (حکومت حدود ۲۸۰–۳۳۷) را به تصویر می‌کشید و به سفارش خودش ساخته شده بود، که در ابتدا قسمت غربی محراب کلیسای فروم رم را اشغال کرده بود. بخش‌های باقی‌مانده از کولوسوس اکنون در حیاط کاپیتول (رم)، در بخشی از موزه‌های کاپیتولین، در تپه کاپیتول (رم)، انتهای غربی فروم رم قرار دارند.

## شرح
سر بزرگ، بازوها و پاهای کلوسوس از سنگ مرمر سفید تراشیده شده بود، در حالی که بقیه بدن از یک هسته آجری و چارچوب چوبی تشکیل شده بود که احتمالاً با برنز طلاکاری شده پوشانده شده بود. با قضاوت بر اساس اندازه قطعات باقی مانده، شکل نشسته و بر تخت نشسته حدود ۱۲ متر (۴۰ فوت) ارتفاع داشت. ارتفاع سر حدود ۲ و نیم متر و طول هر پا بیش از ۲ متر است.
در دست راست مجسمه توسط یوسیبوس قیصریه گفته شده‌است که "یک غنائم از نجات دهنده عیسی با علامت نجات دهنده صلیب، احتمالاً به شکل یک عصا با چیزهای مقدس است که مونوگرام کای-رو به آن چسبانده شده قرار داشته‌است. سکه‌هایی که کنستانتین در این زمان ضرب کرد، نشان می‌دهد که او چنین تزئین شده‌است. یوسیبوس قیصریه همچنین کتیبه لاتین حکاکی شده در زیر مجسمه را ثبت می‌کند که ممکن است به صورت زیر ترجمه شود:
«از طریق این نشانه نجات، که نماد واقعی نیکی است، شهر شما را نجات دادم و آن را از یوغ ظالم آزاد کردم، و با عمل رهایی‌بخش خود، من مجلس سنا و مردم روم را به شهرت و شکوه باستانی خود بازگرداندم.»

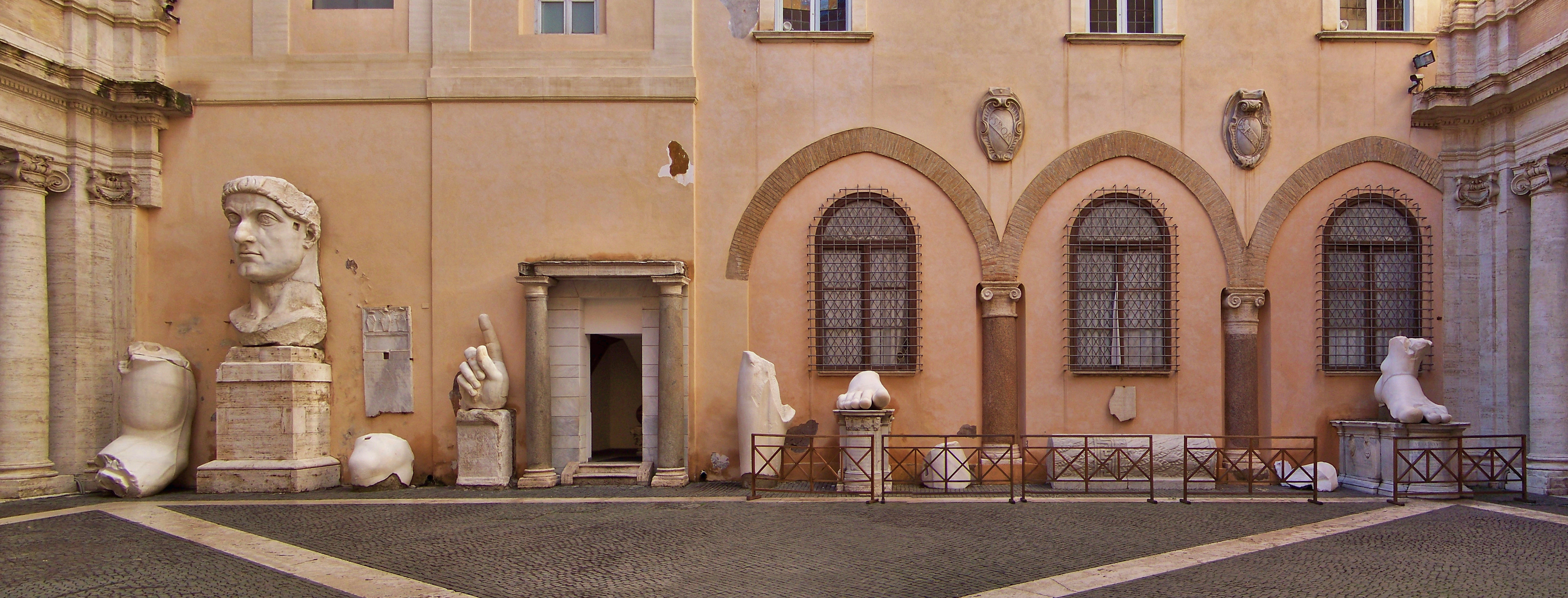
قطعاتی از کلوسوس کنستانتین. قطعات به این صورت از چپ به راست چیده شده‌اند: بازوی راست (با آرنج)، سر، کاسه زانو راست، یک دست راست، [در ورودی موزه ستوندار] ساق پای چپ، پای راست، کاسه زانو چپ، [یک زیورآلات تزئینی. ستون باقی مانده] پای چپ. دست دوم سمت راست فراتر از ورودی ستون دار به سمت چپ قرار دارد.